# Давыдовская (Сямженский район)
Давыдовская — деревня в Сямженском районе Вологодской области у впадения реки Мойменьга в Кубену.
Входит в состав Ногинского сельского поселения, с точки зрения административно-территориального деления — в Ногинский сельсовет.
Расстояние по автодороге до районного центра Сямжи — 21,5 км, до центра муниципального образования Ногинской — 18 км. Ближайшие населённые пункты — Пигилинская, Чаглотово, Ивановская.
По переписи 2002 года население — 107 человек (50 мужчин, 57 женщин). Преобладающая национальность — русские (99 %).